# Nathan Tella
Nathan Tella (Stevenage, 5 luglio 1999) è un calciatore inglese naturalizzato nigeriano, centrocampista o attaccante del Bayer Leverkusen.

## Biografia
Nato a Stevenage, nell'Hertfordshire inglese, Tella ha origini nigeriane.

## Caratteristiche tecniche
Giocatore molto rapido e bilanciato, è un attaccante versatile, capace sia di essere decisivo in fase offensiva che attivo nelle fasi difensive di pressione e recupero del pallone. È inoltre capace di giocare sia come ala sinistra o destra, a centrocampo o perfino come terzino destro.

## Carriera

### Club
Cresciuto nel settore giovanile dell'Arsenal, dove ha militato per dieci anni, Tella ha effettuato provini con Reading e Norwich City, prima di approdare al Southampton nella primavera del 2017, club con il quale firma un contratto triennale nel luglio 2020.
Il 19 giugno 2020, Tella ha fatto il suo debutto con il Southampton, nell'incontro vinto per 3-0 contro il Norwich City in Premier League. Nella stagione seguente, riesce a trovare maggiore continuità con il Southampton, con la squadra che riesce addirittura anche ad occupare il primo posto in Premier League per la prima volta nella sua storia.

### Nazionale
Il 10 novembre 2023 viene convocato per la prima volta dalla Nigeria, nazionale delle sue origini, con cui esordisce nove giorni dopo nella sfida pareggiata in casa dello Zimbabwe (1-1).

## Statistiche

### Presenze e reti nei club
Statistiche aggiornate al 12 maggio 2024.
| Stagione                | Squadra                 | Campionato              | Campionato | Campionato | Coppe nazionali | Coppe nazionali | Coppe nazionali | Coppe continentali | Coppe continentali | Coppe continentali | Altre coppe | Altre coppe | Altre coppe | Totale | Totale |
| Stagione                | Squadra                 | Comp                    | Pres       | Reti       | Comp            | Pres            | Reti            | Comp               | Pres               | Reti               | Comp        | Pres        | Reti        | Pres   | Reti   |
| ----------------------- | ----------------------- | ----------------------- | ---------- | ---------- | --------------- | --------------- | --------------- | ------------------ | ------------------ | ------------------ | ----------- | ----------- | ----------- | ------ | ------ |
| 2019-2020               | Southampton             | PL                      | 1          | 0          | FACup+CdL       | -               | -               | -                  | -                  | -                  | -           | -           | -           | 1      | 0      |
| 2020-2021               | Southampton             | PL                      | 18         | 1          | FACup+CdL       | 3+1             | 0               | -                  | -                  | -                  | -           | -           | -           | 22     | 1      |
| 2021-2022               | Southampton             | PL                      | 14         | 0          | FACup+CdL       | 1+3             | 0+1             | -                  | -                  | -                  | -           | -           | -           | 18     | 1      |
| 2022-2023               | Burnley                 | FLC                     | 39         | 17         | FACup+CdL       | 5+1             | 2+0             | -                  | -                  | -                  | -           | -           | -           | 45     | 19     |
| ago. 2023               | Southampton             | FLC                     | 3          | 1          | FACup+CdL       | -               | -               | -                  | -                  | -                  | -           | -           | -           | 3      | 1      |
| Totale Southampton      | Totale Southampton      | Totale Southampton      | 36         | 2          |                 | 8               | 1               |                    | -                  | -                  |             | -           | -           | 44     | 3      |
| ago. 2023-2024          | Bayer Leverkusen        | BL                      | 24         | 5          | CG              | 4               | 0               | UEL                | 11                 | 1                  | -           | -           | -           | 39     | 6      |
| 2024-2025               | Bayer Leverkusen        | BL                      | 19         | 2          | CG              | 3               | 1               | UCL                | 5                  | 0                  | SG          | 1           | 0           | 28     | 3      |
| Totale Bayer Leverkusen | Totale Bayer Leverkusen | Totale Bayer Leverkusen | 43         | 7          |                 | 7               | 1               |                    | 16                 | 1                  |             | 1           | 0           | 67     | 9      |
| Totale carriera         | Totale carriera         | Totale carriera         | 118        | 26         |                 | 21              | 4               |                    | 16                 | 1                  |             | 1           | 0           | 156    | 31     |

### Cronologia presenze e reti in nazionale
| Cronologia completa delle presenze e delle reti in nazionale ― Nigeria | Cronologia completa delle presenze e delle reti in nazionale ― Nigeria | Cronologia completa delle presenze e delle reti in nazionale ― Nigeria | Cronologia completa delle presenze e delle reti in nazionale ― Nigeria | Cronologia completa delle presenze e delle reti in nazionale ― Nigeria | Cronologia completa delle presenze e delle reti in nazionale ― Nigeria | Cronologia completa delle presenze e delle reti in nazionale ― Nigeria | Cronologia completa delle presenze e delle reti in nazionale ― Nigeria |
| Data                                                                   | Città                                                                  | In casa                                                                | Risultato                                                              | Ospiti                                                                 | Competizione                                                           | Reti                                                                   | Note                                                                   |
| ---------------------------------------------------------------------- | ---------------------------------------------------------------------- | ---------------------------------------------------------------------- | ---------------------------------------------------------------------- | ---------------------------------------------------------------------- | ---------------------------------------------------------------------- | ---------------------------------------------------------------------- | ---------------------------------------------------------------------- |
| 19-11-2023                                                             | Butare                                                                 | Zimbabwe                                                               | 1 – 1                                                                  | Nigeria                                                                | Qual. Mondiali 2026                                                    | -                                                                      | 46’                                                                    |
| 31-5-2025                                                              | Brentford                                                              | Giamaica                                                               | 2 – 2 (4 – 5 dtr)                                                      | Nigeria                                                                | Amichevole                                                             | -                                                                      | 65’                                                                    |
| Totale                                                                 |                                                                        | Presenze                                                               | 2                                                                      |                                                                        | Reti                                                                   | 0                                                                      |                                                                        |

## Palmarès

### Club

#### Competizioni nazionali
- Campionato inglese di seconda divisione: 1

Burnley: 2022-2023
- Campionato tedesco: 1

Bayer Leverkusen: 2023-2024
- Coppa di Germania: 1

Bayer Leverkusen: 2023-2024
- Supercoppa di Germania: 1

Bayer Leverkusen: 2024